# Elisabeth Ohlendorff
Elisabeth Ohlendorff (* 22. November 1838 als Elisabeth Martens in Hamburg; † 18. April 1928 ebenda) war die deutsche Verfasserin eines umfangreichen Tagebuchs.

## Leben und Wirken
Elisabeth Ohlendorff wurde als Tochter des Holzhändlers Johann Friedrich Martens, der am Hammer Baum in Hamburg-Hamm wohnte, geboren. Während ihrer Konfirmation 1854 machte sie Bekanntschaft mit Heinrich Ohlendorff, den sie am 4. September 1858 heiratete. Das Ehepaar wohnte ab 1860 im Martens'schen Haus in der Mittelstraße (heute Carl-Petersen-Straße) in Hamm. Im Mai 1859 gebar Elisabeth Ohlendorff den gemeinsamen Sohn Johann Heinrich, der nach acht Monaten starb. In den Folgejahren bekam das Ehepaar weitere Kinder: Clara Elisabeth (* 1861), Susanne Elisabeth (* 1862), Magdalene Elisabeth (* 1864), Walter Heinrich (* 1865), Meta Elisabeth, genannt Lilli (* 1867), Gertrud Elisabeth (* 1869) sowie Frieda Elisabeth (* 1871).
1869 erwarb Heinrich Ohlendorff ein 60.000 Quadratmeter großes Grundstück an der Schwarzen Straße in Hamm, auf dem der Architekt Martin Haller ab 1871 eine Stadtvilla errichtete, die die Familie ab 1873 bewohnte. 1874 gebar Elisabeth Ohlendorff den Sohn Heinrich Kurt, dessen Taufe am 12. Dezember desselben Jahres dort gefeiert wurde. Am 6. Februar 1875 richtete die Familie zur Präsentation des neuen Wohnsitzes einen öffentlichen Maskenball aus. Im August 1880 bekam Elisabeth Ohlendorff mit Heinrich Hans das zehnte Kind. Da er sehr musikalisch war, erhielt er zur Konfirmation eine Walcker-Orgel. Mit dem Instrument spielte er später Konzerte und Kompositionen von Max Reger, der zum Freundeskreis der Ohlendorffs gehörte.

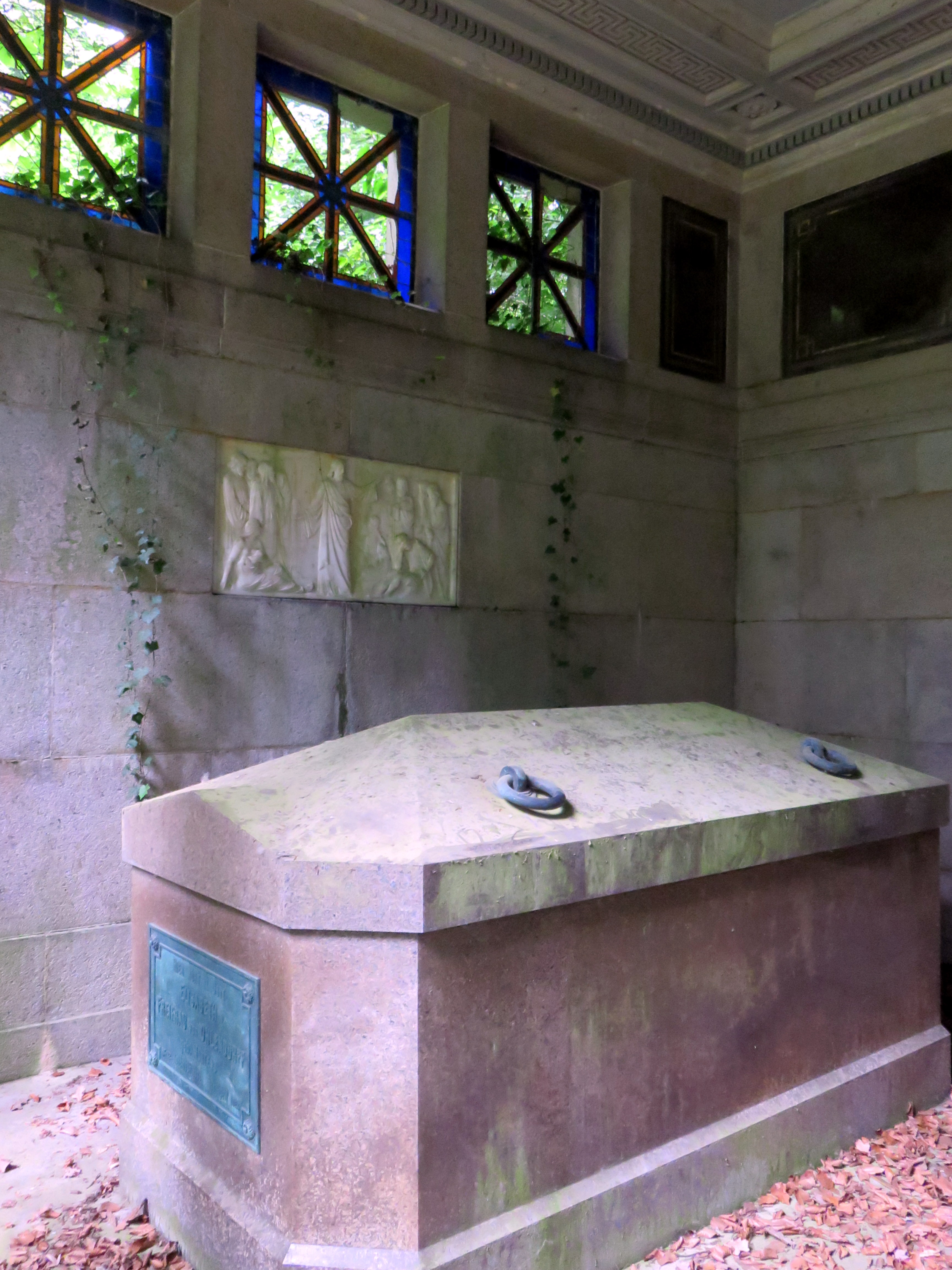
Elisabeth von Ohlendorffs Sarkophag im Mausoleum der Familie

Elisabeth Ohlendorff hatte mehrere Geschwister. Zwei ihrer Schwestern namens Amalia und Susanne heirateten Brüder Heinrich Ohlendorffs.
Elisabeth von Ohlendorff fand ihre letzte Ruhe auf dem Ohlsdorfer Friedhof, ihr Sarkophag befindet sich im Mausoleum der Familie Heinrich von Ohlendorff.

## Tagebücher
Elisabeth Ohlendorff führte von 1880 bis zum 6. März 1928 Tagebücher. Es handelt sich um 45 handschriftlich verfasste Bände, die im Hamburger Staatsarchiv aufbewahrt werden. Sie schilderte darin ihr Leben als Hausfrau und Mutter von zehn Kindern und berichtet über ihre Aufgaben als Gastgeberin gesellschaftlicher Veranstaltungen, zu denen Jagddiners, musikalische Soireen und die seinerzeit renommierten Ohlendorff'schen „Rennfrühstücke“, die am Morgen des Pferderennens auf der Horner Rennbahn stattfanden, gehörten. Die Tagesprotokolle Elisabeth Ohlendorffs gelten als wichtige Quelle für Heimatforscher und Forschungen zu den Lebensumständen einer wohlhabenden Familie der Gründerzeit.